# Пјан де Чери (Фиренца)
Пјан де Чери је насеље у Италији у округу Фиренца, региону Тоскана.
Према процени из 2011. у насељу је живело 33 становника. Насеље се налази на надморској висини од 306 м.